# Carlos Marrou
Carlos Marrou Fernández (Lima, 3 de febrero de 1970) es un exfutbolista peruano que se desempeñaba en la posición de guardameta.

## Trayectoria
Se inició en las canteras de Sporting Cristal en 1983, fue prestado al San Agustín en 1987, luego regresa al Sporting Cristal como tercer arquero obteniendo su primer título.
Profesionalmente debutó en el año 1989, jugando por Universitario de Deportes donde obtiene los campeonatos 1992 y 1993, en 1994 jugaría por Ciclista Lima, luego regresa al club que lo formó Sporting Cristal como segundo arquero donde obtiene los campeonatos 1995 y 1996. Luego jugaría por el Juan Aurich y Sport Boys hasta su retiro.

## Clubes
| Club                      | País | Año         |
| ------------------------- | ---- | ----------- |
| San Agustín               | Perú | 1987        |
| Sporting Cristal          | Perú | 1988        |
| Universitario de Deportes | Perú | 1989 - 1993 |
| Ciclista Lima             | Perú | 1994        |
| Sporting Cristal          | Perú | 1995 - 1997 |
| Juan Aurich               | Perú | 1998        |
| Sport Boys                | Perú | 1999 - 2000 |
| Juan Aurich               | Perú | 2001        |
| Sport Boys                | Perú | 2002        |

### Campeonatos nacionales
| Título                    | Club                      | País | Año  |
| ------------------------- | ------------------------- | ---- | ---- |
| Primera División del Perú | Sporting Cristal          | Perú | 1988 |
| Primera División del Perú | Universitario de Deportes | Perú | 1990 |
| Primera División del Perú | Universitario de Deportes | Perú | 1992 |
| Primera División del Perú | Universitario de Deportes | Perú | 1993 |
| Primera División del Perú | Sporting Cristal          | Perú | 1995 |
| Primera División del Perú | Sporting Cristal          | Perú | 1996 |